# East Neuk

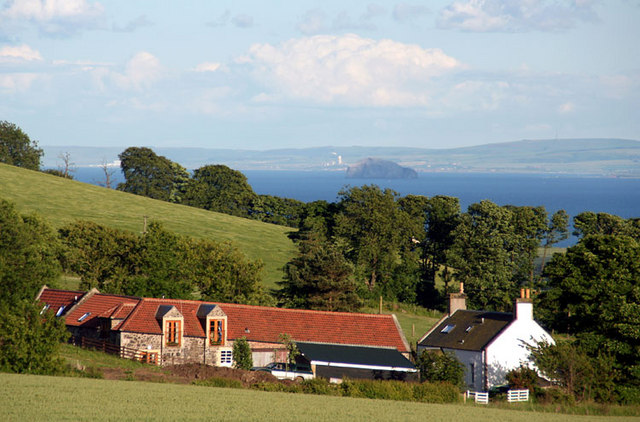
Vista panoramica verso il fiume Forth

East Neuk o East Neuk of Fife è un'area geografica limitata della costa del Fife, Scozia, comprendente i villaggi marinari della parte più settentrionale del Firth of Forth e quelli interni immediatamente adiacenti ai primi.
East Neuk comprende Elie ed Earlsferry, Colinsburgh, St Monans, Pittenweem, Arncroach, Carnbee, Anstruther, Cellardyke, Kilrenny, Crail e Kingsbarns.